# Арнбрук
Арнбрук (њем. Arnbruck) општина је у њемачкој савезној држави Баварска. Једно је од 24 општинска средишта округа Реген. Према процјени из 2010. у општини је живјело 2.043 становника. Посједује регионалну шифру (AGS) 9276113.

## Географски и демографски подаци
Арнбрук се налази у савезној држави Баварска у округу Реген. Општина се налази на надморској висини од 581 метра. Површина општине износи 37,9 km². У самом мјесту је, према процјени из 2010. године, живјело 2.043 становника. Просјечна густина становништва износи 54 становника/km².